# 歐文鎮區 (印地安納州沃里克縣)
歐文鎮區（英語：Owen Township）是位於美國印地安納州沃里克縣的一個行政鎮區。

## 地方資料
根據2010年美國人口普查的數據，歐文鎮區的面積為66.00平方千米，當中陸地面積為65.00平方千米，而水域面積為1.00平方千米。當地共有人口611人，而人口密度為每平方千米9.26人。